# Masalia bimaculata
Masalia bimaculata is een vlinder uit de familie uilen (Noctuidae). De wetenschappelijke naam van deze soort is voor het eerst geldig gepubliceerd in 1888 door Moore.
De soort komt voor in tropisch Afrika.